# Cord von Restorff
Cord von Restorff (Braniewo, 15 luglio 1925 – Bamberga, 23 ottobre 1991) è stato uno scrittore tedesco.

## Biografia
Restorff aveva origini nobili: apparteneva ad un'antica famiglia del Meclemburgo, nota già nel XIII secolo e suo padre era Horst von Restorff (1880-1953), politico del Partito-Popolare Tedesco-Nazionale durante la Repubblica di Weimar; sua made Franziska von Keudell era figlia del ministro Walter von Keudell.
Cord venne educato al ginnasio di Lindenau, città natale di suo padre, e nel 1943 fu arruolato come sottotenente nella Panzergrenadier-Division Großdeutschland del generale conte Hyazinth Graf Strachwitz, partecipando all'Operazione Bagration contro i russi, dove si guadagnò il grado di tenente; inoltre fu coinvolto nell'attentato a Hitler del 20 luglio 1944 in quanto amico di Kunrat von Hammerstein-Equord e Ewald Heinrich von Kleist, i quali prendevano parte attiva al complotto ma la sua pratica fu archiviata e von Restorff non venne processato. Dopo la fine della guerra i von Restorff si trasferirono nello Holstein, perdendo tutti i loro possedimento nella Germania orientale a causa della collettivizzazione dei terreni da parte del governo comunista nonostante i vari tentativi del ricco amico di famiglia Thilo von Trotha di recuperare alcuni dei terreni in Pomerania.
Il 16 maggio 1947 sposò a Lubecca Margarethe von Wilmowsky (1925-2007), figlia del barone Tilo von Wilomwsky e di Barbara Krupp, a sua volta figlia dell'industriale Friedrich Alfred Krupp e di Margarethe Krupp, nata baronessina von Ende; i von Wilomsky erano cognati del conte Gustav Krupp von Bohlen und Halbach, che aveva sposato l'altra figlia di Friedrich Alfred, Bertha Krupp; Cord e Margarethe ebbero cinque figli: Tilo von Restorff (1948-), Bertha von Restorff (1950-), Franziska von Restorff (1953-), Walter von Restorff (1958-) e Irmgard von Restorff (1961); tra questi Tilo von Restorff è un celebre storico e archivista.
Stabilitosi con la famiglia a Bonn, lavorò dal 1952 al 1967 al ministero degli esteri della Repubblica Federale Tedesca, dove era funzionario anche il cognato Paul Engelhardt, lasciando poi l'incarico per ritirarsi a Bamberga dove incominciò a lavorare presso l'università locale e presso la biblioteca di Corvey di Albrecht von Metternich-Sándor. Nel 1969 incominciò la sua feconda attività di scrittore, purtroppo limitata nella sola Germania, esordiendo con Pomerania, un libro dove confluiscono poesia e romanzo e viene ricordata malinconicamente la terra dei suoi padri, la Pomerania; tra il 1969 e il 1985 von Restorff pubblicò molti altri libri, tra i quali Il paese delle braccia e dei cuori (1974) e L'eremita (1981), molto critici verso la tecnologia e la società moderne e esprimenti una profonda nostalgia per la vita rurale, la fedeltà al cristianesimo e il mondo aristocratico ormai scomparente; nel gennaio 1970 aveva pubblicato un Manifesto dei Letterati Conservatori, firmato tra gli altri da Sigismund von Radecki, Tolkien, Alexander Stenbock-Fermor, Georg Manteuffel-Szoege, Alasdair MacIntyre, Stanley Jaki, Fritz Tarbuk von Sesenhorst e Plinio Corrêa de Oliveira; nel 1978 pubblicò una nota biografia di Joseph Roth.
Nel 1984 si convertì al cattolicesimo, abbracciando le tesi del cattolicesimo tradizionalista e nel 1986 pubblicò Il Cattolico delle Origini, un saggio storico-teologico a favore delle correnti tradizionalista del cattolicesimo. Morì a Bamberga il 23 ottobre 1991.